# Сакс (ніж)
Сакс — однолезова рубаюча-колюча зброя з виразною горбатою формою ламаної спинки. Термін також використовують для позначення маленького меча, ножа чи кинджала, характерного для германських народів періоду міграції та раннього середньовіччя, особливо саксів, назва яких походить від зброї.
Був широко поширений в різних варіантах від доримської залізної доби до високого середньовіччя в Центральній і Північно-Західній Європі.
Найбільш рання знахідка датується 4 ст. до н. е.., в Скандинавії. Вони поширилися континентально з Прибалтики та Нижньої Ельби з часів ранньої Римської імперії. З відмовою від адитивного звичаю в 9 столітті сакс поступово вийшов з моди в континентальній зоні Європи і був замінений іншою зброєю. Деякий час залишалися у використанні на Британських островах і в Скандинавії.

## Етимологія
Слово мало форму sax у середньоанглійський період та походить від давньоанглійського слова sæx та sex ([ˈsæɑks]). Є незмінним у множині, латинізований sachsum. Означає «ніж».
Давньоанглійське seax та давньофризький sax ідентичні старосаксонському та давньоверхньонімецькому saks, усі варіанти пішли від загальногерманського *sahsą, що мало корінь *sah, *sag- «різати» (тей же корінь, що й у сучасному англійському слові saw — пила, походить від кореня в праіндоєвропейській мові *sek -). У Скандинавії слова sax, saks або sakset означають ножиці, які використовуються для різання різних матеріалів.
У давньоанглійській існували двокореневі слова meteseax («ніж для їжі») та writsæx («ніж для письма»). Термін scramaseax або scramsax (букв. «ніж для поранення») іноді використовується для тлумачення бойового ножа, хоча він не засвідчений у текстах давньоанглійською мовою, а лише записаний як scramasaxi в «Історії франків» Григорія Турського.
Назва покрівельного знаряддя zax також походить від цього слова.

## Опис та характеристики
Загалом, сакси поділяються на дві збірки в залежності від конструкції ручки:
- Домеровінгський сакс із заднім хвостом і лускою на заклепаній ручці. У цих ножів задня сторона клинка входить в одну лінію, без плеча, в хвостик.
- Меровінгський сакс із середнім хвостом із висунутим вгору рукояткою, дерев'яною рукояткою, насадженою на хвостик. Тут хвостик вужчий за лезо і має сходинки до задньої частини леза та ріжучої кромки[6].

Сама рукоять могла виконуватися як голови птахів — ворона чи орла.
В силу ваги, колючі удари саксом були небезпечні по силі, тому що він міг проткнути хорошу кольчугу або шкіряний обладунок. Зазвичай у парі із саксом використовувався меч.
Сакси носилися в піхвах на стегні. Піхви деяких саксів виготовлялися з дерев'яних пластин, покритих шкірою, подібно до мечів, і покривалися декоративними прикрасами.

#### Різновиди

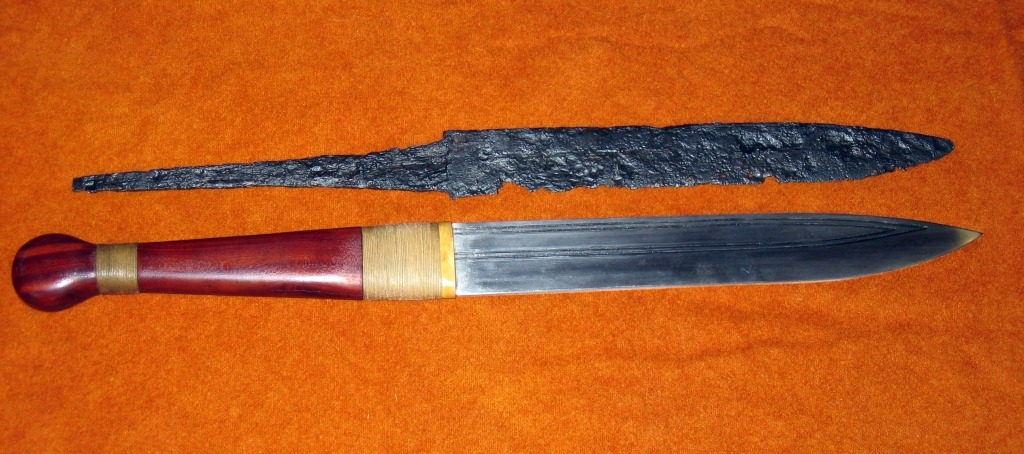
Археологічна знахідка зброї та її реконструкція.

За регіоном, де проживали германські народи, визначено наступні типи для саксів приблизно між 450 і 800 роками н. е. в хронологічному порядку:
- Вузький довгий сакс
- Короткий сакс
- Вузький сакс — часто мають плетені стрічки або змійки, вигравірувані на лезі, і часто включають металеві валики та навершя. І край, і спинка вигнуті до кінчика, який зазвичай розташований вище центральної лінії леза.
- Світлий широкий сакс — схожий на вузький, але часто не має металевих частин рукояті та має простіші прикраси на лезі, наприклад, паралельні лінії. І край, і задня частина вигинаються до кінчика, який зазвичай розташований на центральній лінії леза.
- Важкий широкий клинок — має прості прикраси на лезі, якщо такі є, і довгі органічні рукоятки з однієї частини (>20 см). І край, і задня частина вигинаються до кінчика, який зазвичай розташований на центральній лінії леза.
- Атиповий широкий сакс — те саме, що важкий широкий
- Довгий сакс — леза мають довжину 50 см або довше, часто з декількома наповнювачами та пазами, лезами із звареним малюнком та довгими рукоятями, подібними до широких клинків. Край, як правило, прямий або злегка загнутий до кінчика. Спина або м'яко вигинається, або з гострим кутом до кінчика, який розташований нижче центральної лінії клинка.

Загальна тенденція, при переході від короткого до широкого, полягає в тому, що лезо стає важчим, довшим, ширшим і товщим. Сакси, які використувалися наприкінці 7 століття, були найдовшими з усіх. Вони були вужчими і легшими за своїх попередників. Скоріше за все, ця зброя використувавлась в поєднанні з дворучними мечами. Починаючи з VII століття, сакси стали основною холодною зброєю (поруч із францисками), іноді в поєднанні з невеликими бічними ножами.
Решта Європи (за винятком частини Скандинавії) дотримувалася подібного розвитку, хоча деякі типи можуть бути не дуже поширеними залежно від місця розташування. В Англії довгі сакси з'являються пізніше, ніж на континенті, і знахідки (на відміну від ножів) залишаються дуже рідкісними в порівнянні зі знахідками мечів протягом усього періоду.

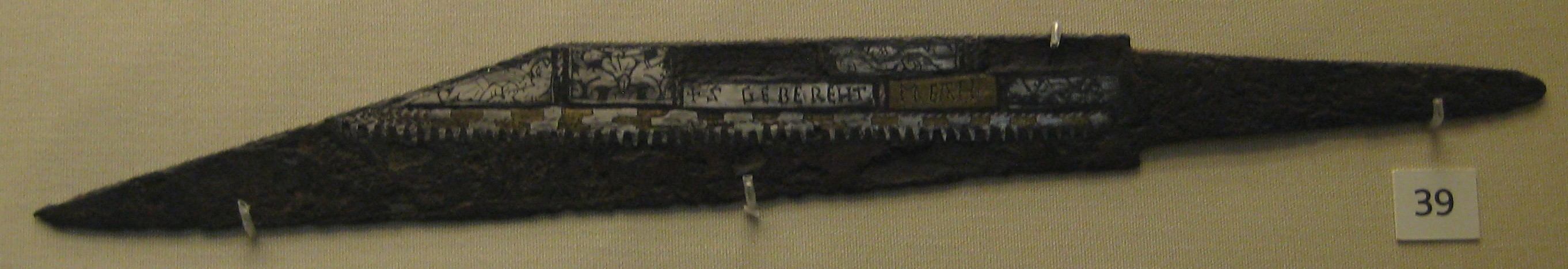
Сакс з ламаною спинкою у місті Сіттінборн в Кенті

Іншою типовою формою сакса є так званий сакс в стилі ломаної спини. Ці ножі мають гострий кутовий перехід між задньою частиною леза та наконечником, причому останнє, як правило, становить від 1/3 до 3/5 довжини леза, точно так само, як велика версія сучасного клинка з кліпсою. Ці сокири існують як у вигляді довгих зубів (край і спина паралельні), так і в менших лезах різної довжини (лезо спочатку розширюється, а потім звужується до кінчика після згину). Вони траплялися переважно у Сполученому Королівстві та Ірландії, з деякими прикладами в Німеччині приблизно у 8-11 столітті. Деякі приклади мають леза зі звареним малюнком, а інші мають вставки зі срібла, міді, латуні тощо.

## Дослідження археологічних знахідок
У рамках проекту Стефана Медера сакс і фрагмент ножа були відшліфовані японським фахівцем Сасакі Такуші в 1999 році та оцінені високопоставленим майстром мечів Амада Акіцугу за системою оцінювання Kantei. Всього було відшліфовано та обстежено три об'єкти, у результаті яких спеціалісти засвідчили високий рівень майстерності. Як приклад можна використати наступні знахідки з одного з двох Саксклінген (місцезнаходження: Бад-Кроцінген, датування: між 550 і 650 роками). Це композитне лезо, що складається з серцевини та сталі для оболонки з різним вмістом вуглецю. Для сталі, що використувавалась в серцевині, приблизно 10-кратний процес ферментації визначається на основі текстури поверхні. Сталевий корпус мав дуже однорідну сталеву текстуру, за умови постійного вмісту вуглецю близько 0,5 %. При цьому ознак окремого цементулювання ріжучої кромки не виявлено. Лезо було вибірково загартоване (імовірно, за допомогою термостійкого ізоляційного шару), що можна розпізнати за кристалами мартенситу в зоні різання. Є свідчення, що лезо згодом було загартоване.

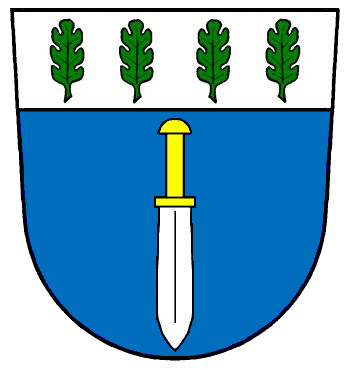
Сакс на гербі німецького села Ешрінген

Результати цього дослідження доводять високий рівень майстерності ранньосередньовічних ковалів і спростовують твердження про те, що ранньосередньовічні ріжучі ножі були переважно грубими знаряддями, виготовленими з погано складеної, поганої сталі. Завдяки останнім дослідженням і вдосконаленим процесам, ферментаційна сталь і відповідні зварні композитні сталі були датовані з гальштатського періоду, це змінює думку про те, що зварна композитна сталь прийшла до Європи лише в 16 столітті. Зрештою, є чіткі паралелі з традиційними процесами кування японських мечів, які знайшли відображення в історичних джерелах.

## Згадки в джерелах

Сакси на прапорі Ессекса

Сакс згадується в письмових джерела, зокрема в наступних:
- Григорій Турський: Historia Francorum, близько 591. Розділ 4.51: «Tunc duo pueri cum cultris validis, quos vulgo scramasaxos vocant, infectis vinino, malificati a Fredegundae regina, cum aliam causam suggerique simulaunt, later simulairent»
- Leges Visigothorum, близько 654 року
- Liber Historiae Francorum, близько 727 р. Розділ 35: «dum rex de equo discenderet, euntibus reliquis personis ad mansiones suas, ibi gladiatores percusserunt regem in ventrem suum duobus scramsaxiis»

У геральдиці сакс — це гербова фігура, що складається з вигнутого меча з виїмчастим лезом, що зустрічається, наприклад, на гербах Ессекса і колишнього Міддлсекса.